# Zamiana wartości zmiennych
W informatyce często zachodzi potrzeba zamiany wartości dwóch zmiennych (ang. swap).
Standardowy, prawie zawsze używany algorytm zamiany wymaga chwilowego kopiowania jednej ze zmiennych:
```
 
funkcja
 swap(zmienna a, zmienna b)
 {
 	zmienna c:=a;
 	a:=b;
 	b:=c;
 }
```

Możliwa jest także zamiana zmiennych bez użycia tymczasowej zmiennej.

## Zamiana za pomocą dodawania i odejmowania
Zamiana wartości zmiennych typu liczba całkowita bez dodatkowej zmiennej tymczasowej, za pomocą dodawania i odejmowania:
```
funkcja swap(integer a, integer b)
{
	a:=a+b;
	b:=a-b;
	a:=a-b;
}
```

Algorytm ten nie działa na systemach sprawdzających przekroczenia zakresu liczb całkowitych.

## Zamiana za pomocą operacji XOR
Zamianę wartości zmiennych można także zrealizować za pomocą operacji XOR:
```
funkcja swap(integer a, integer b)
{
	a := a XOR b
	b := a XOR b
	a := a XOR b
}
```

W tym algorytmie nie dochodzi do przekraczania zakresu liczb całkowitych, ani nie jest wymagana zmienna tymczasowa. Na współczesnych procesorach jest jednak zbyt wolny.
Używa się go w niektórych systemach wbudowanych, gdzie ilość dostępnego miejsca dla zmiennych jest bardzo ograniczona.

### Dowód
Działanie binarne XOR na maskach bitowych ma następujące własności (gdzie {\displaystyle \otimes } oznacza XOR):
- L1. Przemienność: {\displaystyle A\otimes B=B\otimes A}
- L2. Łączność: {\displaystyle (A\otimes B)\otimes C=A\otimes (B\otimes C)}
- L3. Istnieje element neutralny: istnieje wartość {\displaystyle Z=0} taka, że {\displaystyle A\otimes Z=A} dla każdego {\displaystyle A}
- L4. Każdy element ma element odwrotny: dla każdego {\displaystyle A,} istnieje {\displaystyle A^{-\!1}} takie, że {\displaystyle A\otimes A^{-\!1}=Z}
  - L4a. Co więcej, każdy element jest swoim elementem odwrotnym: {\displaystyle A\otimes A=0.}

Pierwsze cztery właściwości to definicja grupy abelowej. Ostatnia to własność XOR niekoniecznie występująca w innych grupach abelowych, czy grupach w ogóle.
Załóżmy, że mamy dwa rejestry R1 i R2, jak w tabeli poniżej, z początkowymi wartościami odpowiednio A i B. Wykonujemy kolejno operacje i redukujemy wyniki za pomocą powyższej listy własności.
| Krok | Działanie          | Rejestr 1                   | Rejestr 2                   | Redukcja       |
| ---- | ------------------ | --------------------------- | --------------------------- | -------------- |
| 1    | Wartość początkowa | A                           | B                           | –              |
| 2    | R1 := R1 ^ R2      | A^B                         | B                           | –              |
| 3    | R2 := R1 ^ R2      | A^B = B^A                   | (A^B)^B = A^(B^B) = A^0 = A | L1, L2, L4, L3 |
| 4    | R1 := R1 ^ R2      | (B^A)^A = B^(A^A) = B^0 = B | A                           | L2, L3, L4     |

## Zamiana za pomocą operatora list
Zamiana wartości zmiennych dowolnego typu bez dodatkowej zmiennej tymczasowej, za pomocą operatora list (w języku PHP):
```
list($a, $b) = array($b, $a);
```

podobnie dowolną liczbę zmiennych:
```
list($a, $b, $c, ...) = array(..., $c, $b, $a);
```

## Operator zamiany wartości
W języku Icon istnieje specjalny operator wymiany wartości. Dostępny jest w dwóch wariantach.
| operator | przykład kodu | działanie                                                 |
| -------- | ------------- | --------------------------------------------------------- |
| :=:      | a:=:b         | wymiana wartości                                          |
| <=>      | a<=>b         | wymiana wartości z możliwością odwrócenia przy wznowieniu |